# Eubazus atricoxa
Eubazus atricoxa är en stekelart som beskrevs av Papp 2005. Eubazus atricoxa ingår i släktet Eubazus och familjen bracksteklar. Inga underarter finns listade i Catalogue of Life.